# Dobbins Heights
Dobbins Heights – miasto w Stanach Zjednoczonych, w stanie Karolina Północna, w hrabstwie Richmond.